# Bracon strandi
Bracon strandi är en stekelart som beskrevs av Cameron 1910. Bracon strandi ingår i släktet Bracon och familjen bracksteklar. Inga underarter finns listade.